# Cardigan Castle
Cardigan Castle är ett slott i Storbritannien.   Det ligger i kommunen Ceredigion och riksdelen Wales, i den södra delen av landet, 300 km väster om huvudstaden London. Cardigan Castle ligger 10 meter över havet.
Terrängen runt Cardigan Castle är huvudsakligen platt, men åt nordväst är den kuperad. Havet är nära Cardigan Castle åt nordväst. Runt Cardigan Castle är det ganska tätbefolkat, med 58 invånare per kvadratkilometer. Närmaste större samhälle är Cardigan, 0,24 km nordväst om Cardigan Castle. Trakten runt Cardigan Castle består i huvudsak av gräsmarker.